# Auschwitz-Birkenau Állami Múzeum
Az Auschwitz-Birkenau Állami Múzeum (lengyelül: Państwowe Muzeum Auschwitz-Birkenau) a lengyelországi Oświęcimben (németül Auschwitz) található auschwitzi koncentrációs tábor helyén található múzeum.
A helyszín magában foglalja az Auschwitz I nevű fő koncentrációs tábort és az Auschwitz II-nek nevezett birkenaui koncentrációs és megsemmisítő tábor maradványait. Mindkettőt a náci Németország hozta létre és irányította Lengyelország 1939–1945-ös megszállása során. A lengyel kormány megőrizte a helyszínt kutatóközpontként, és a II. világháború és a holokauszt idején ott halt 1,1 millió ember, köztük 960 000 zsidó, emlékére. 1979-ben a világörökség része lett.
Rendszeres helye a legmagasabb politikai körök megemlékezéseinek, de például 2022 szeptemberében ellátogatott és mécsest gyújtott itt Arnold Schwarzenegger is.

## Képek

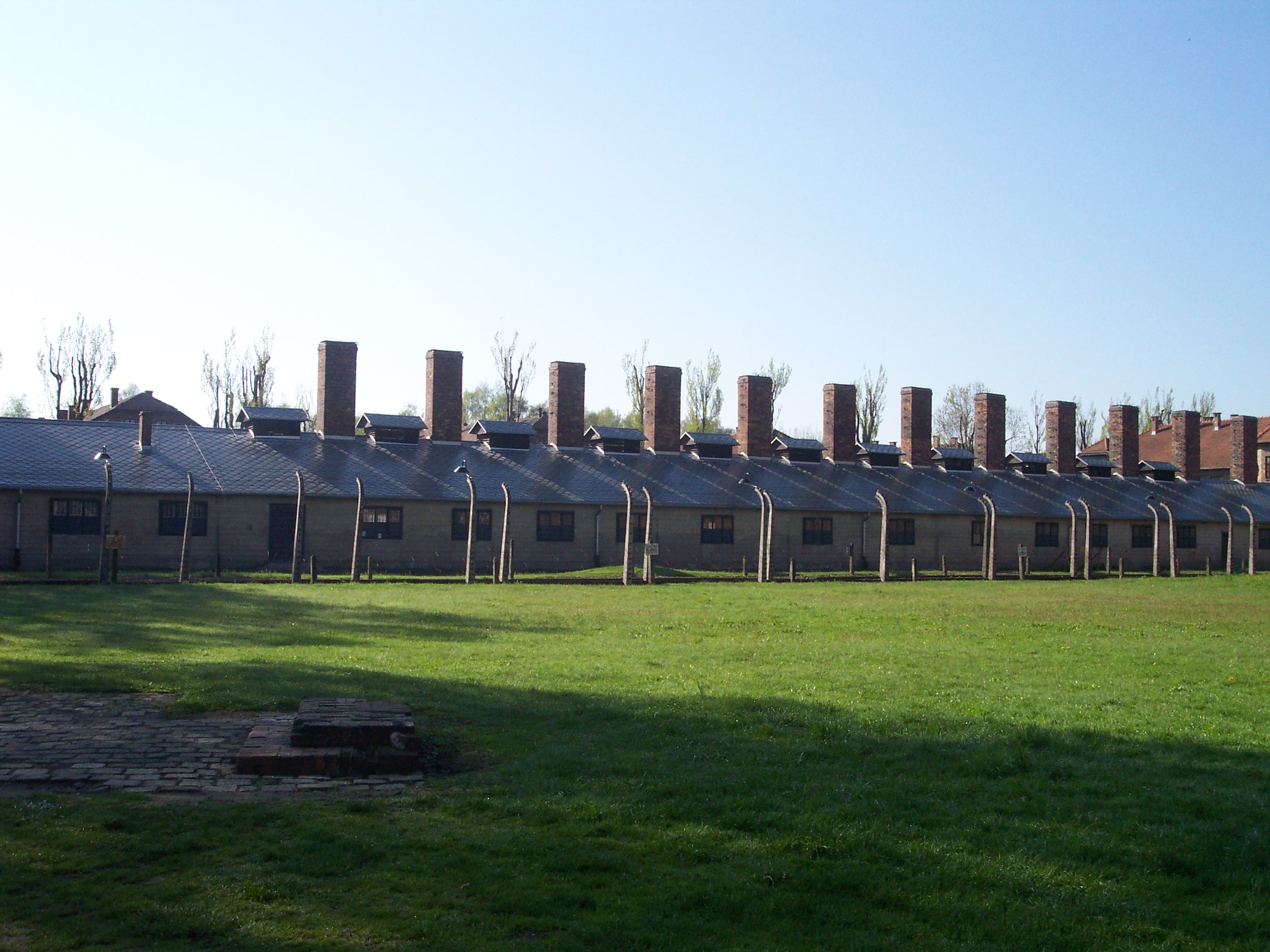
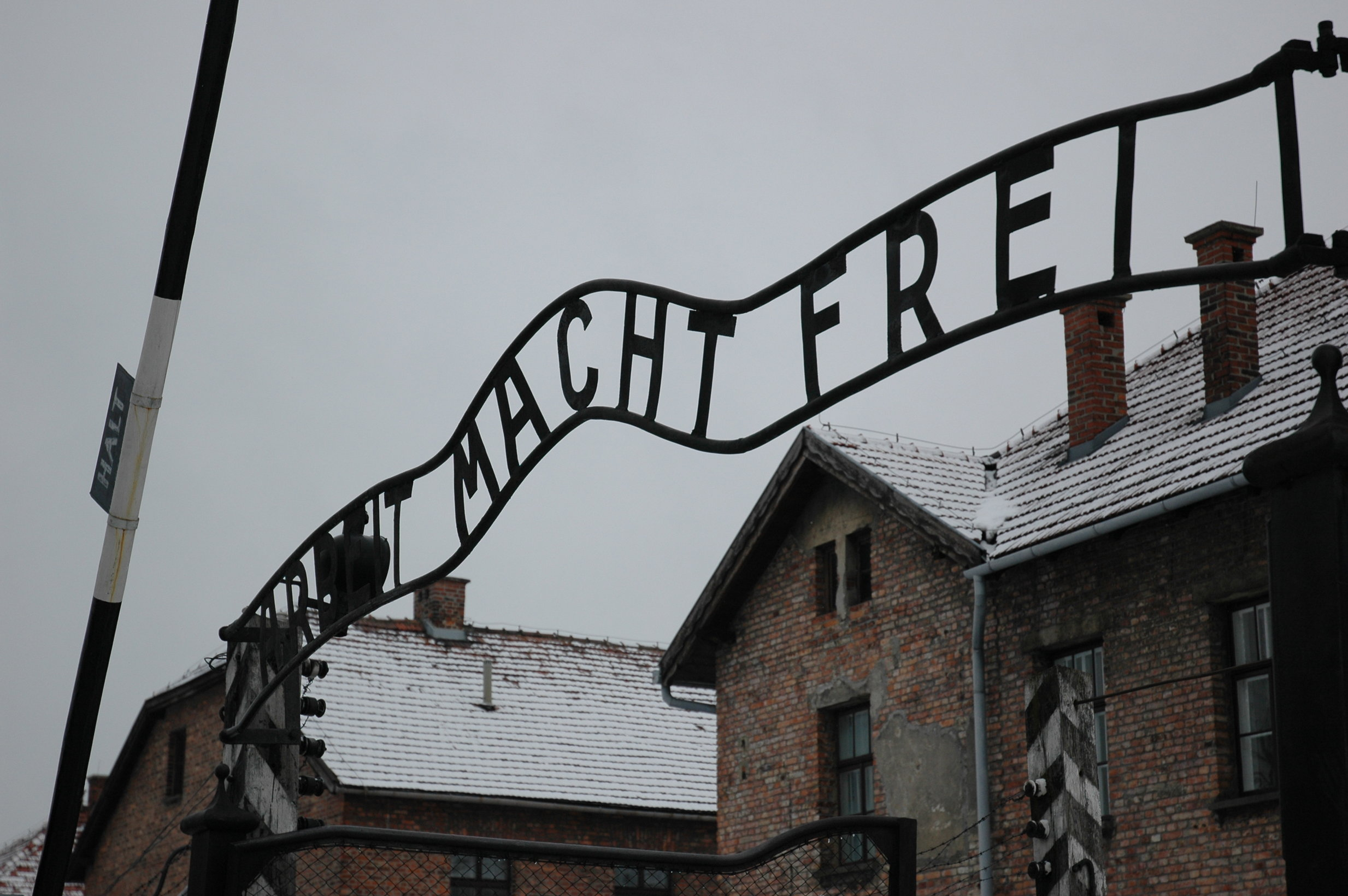
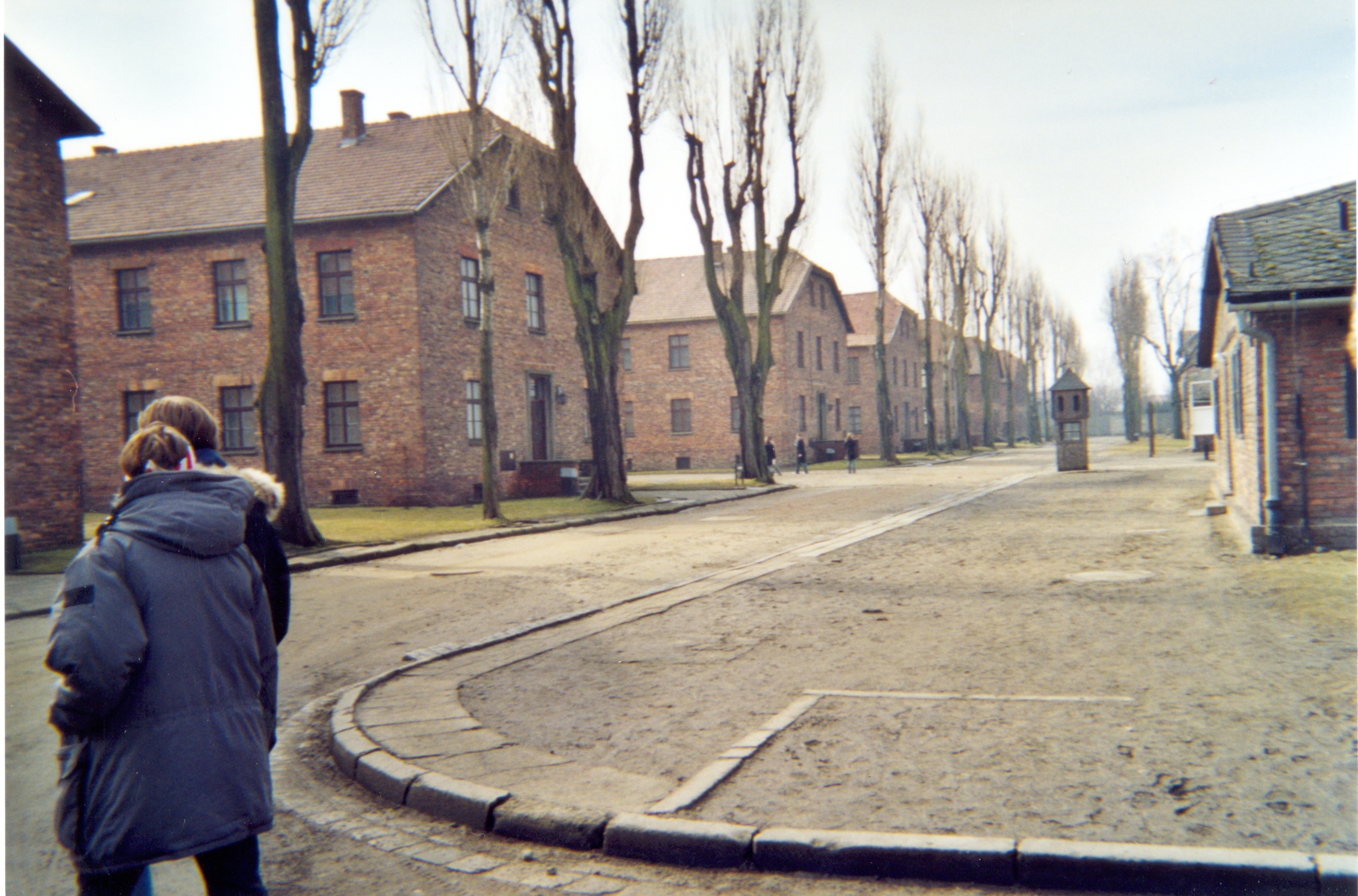
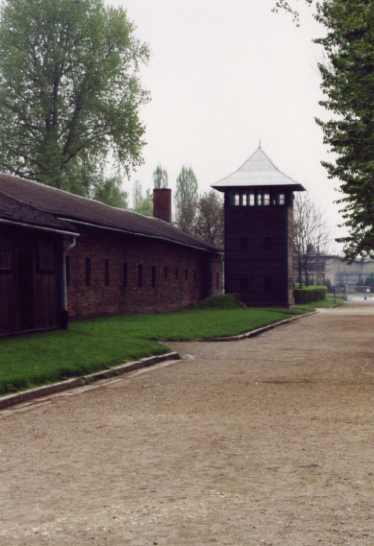
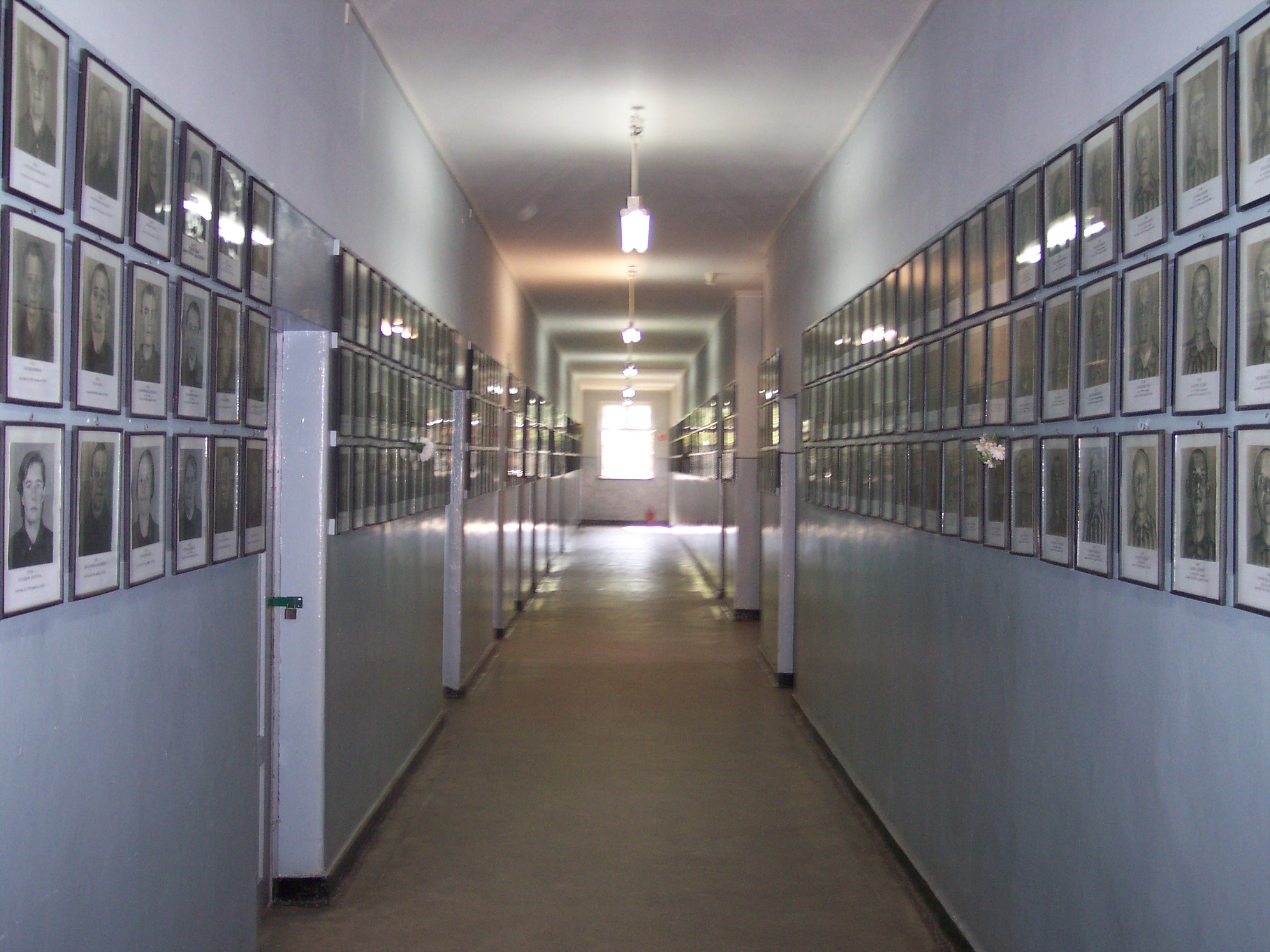
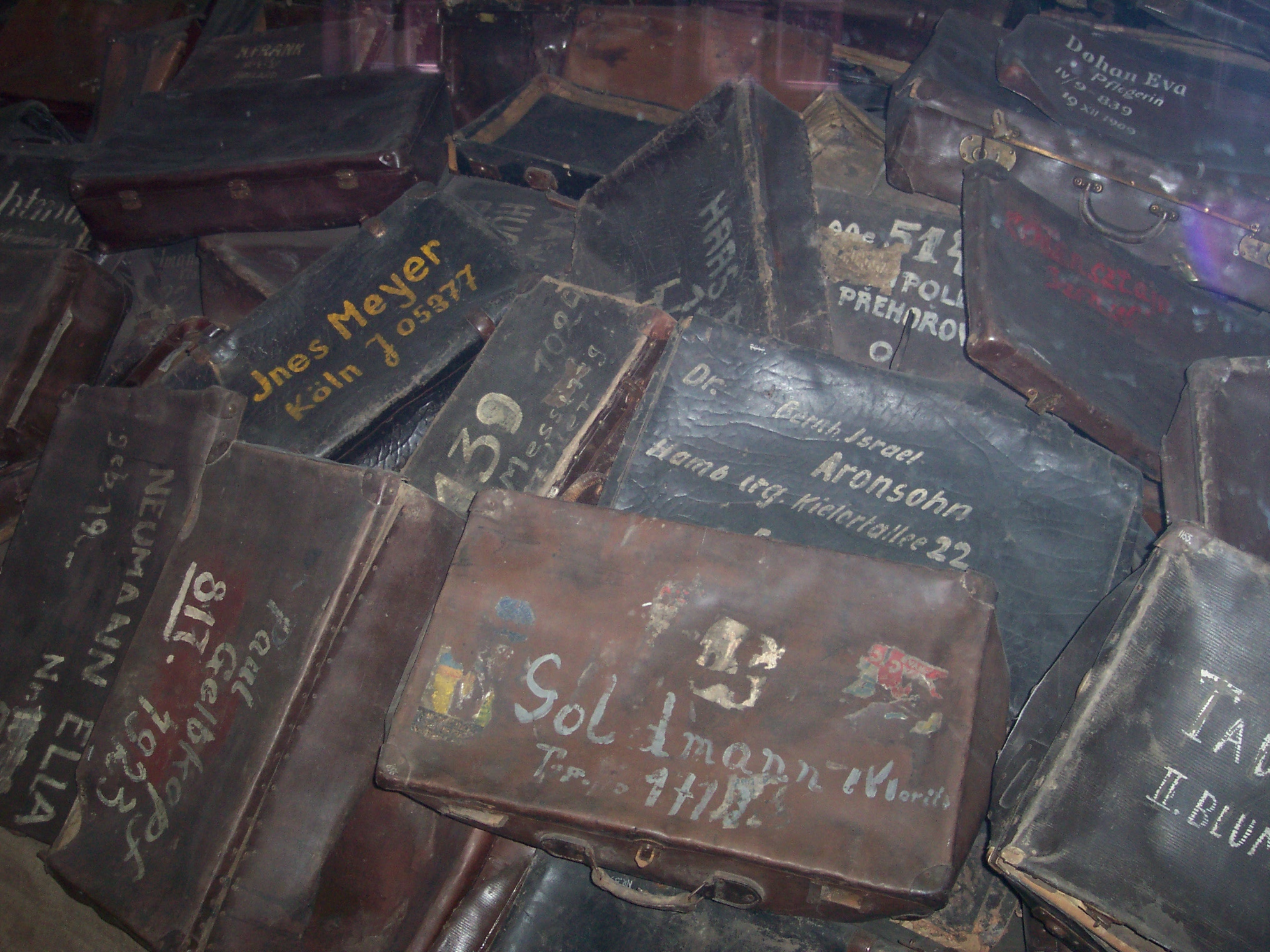
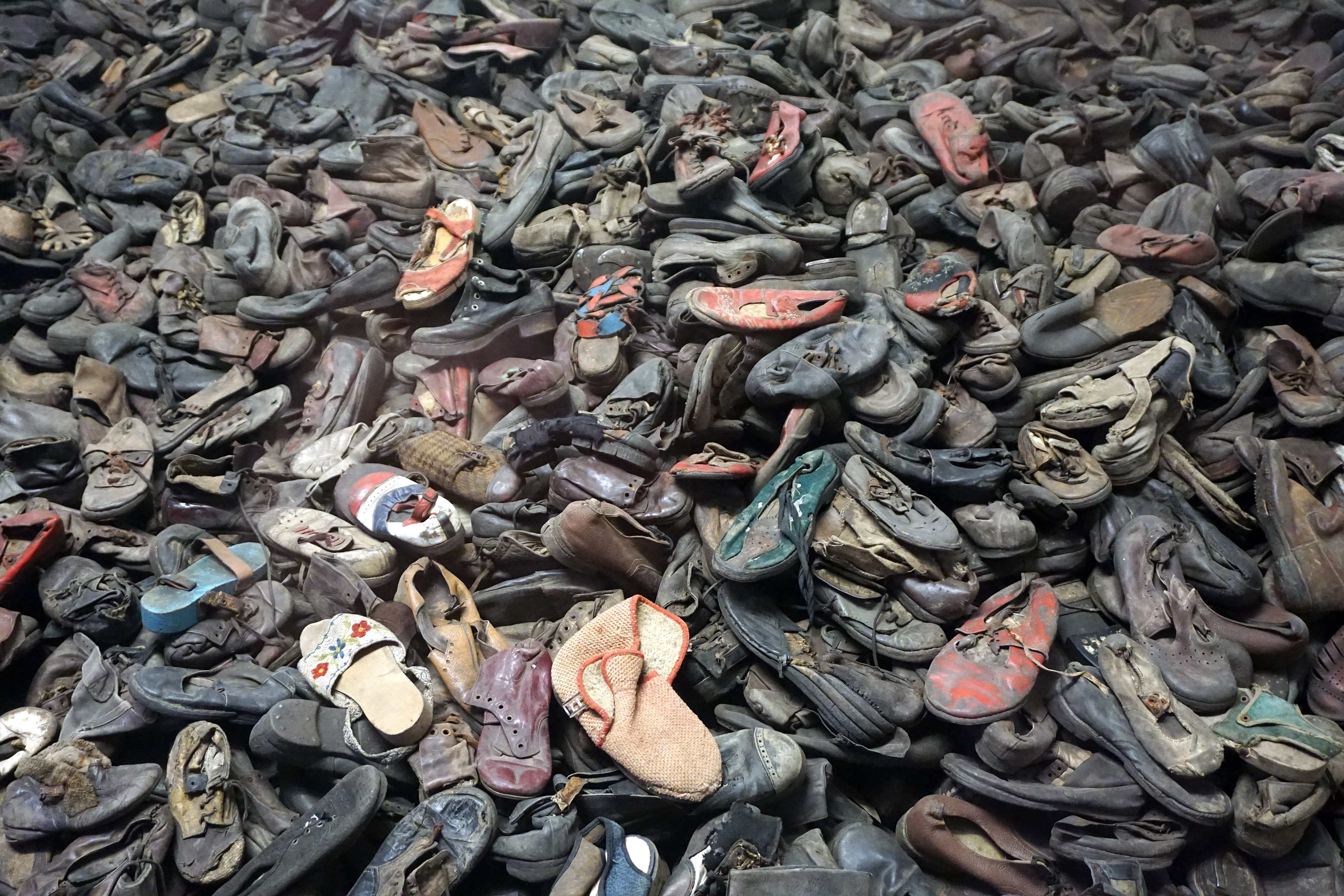
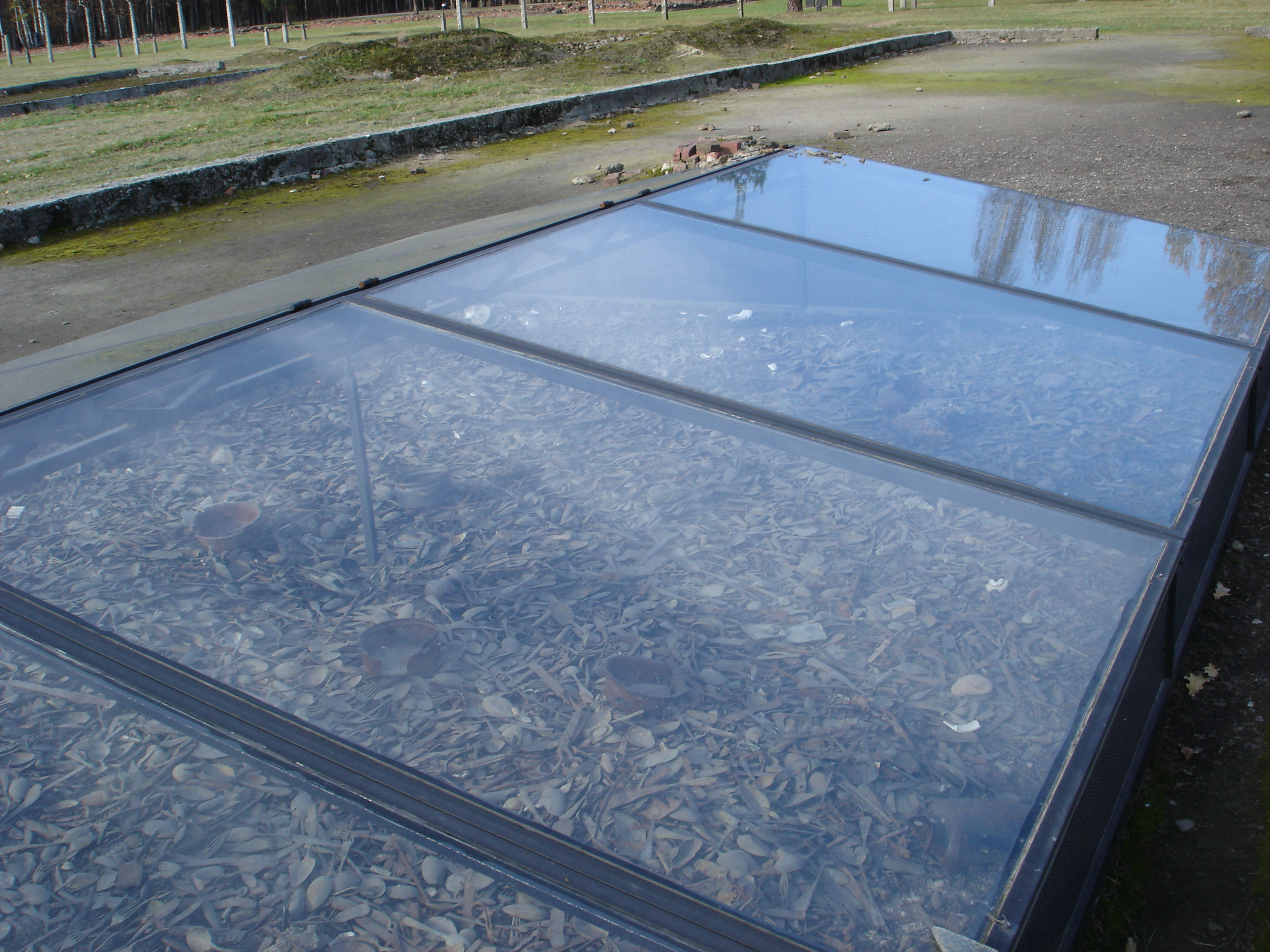
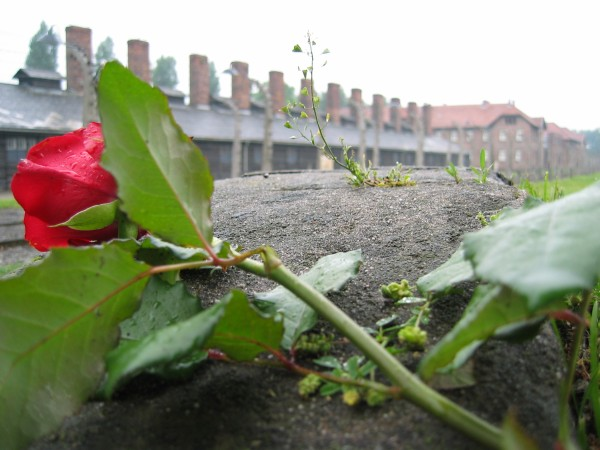
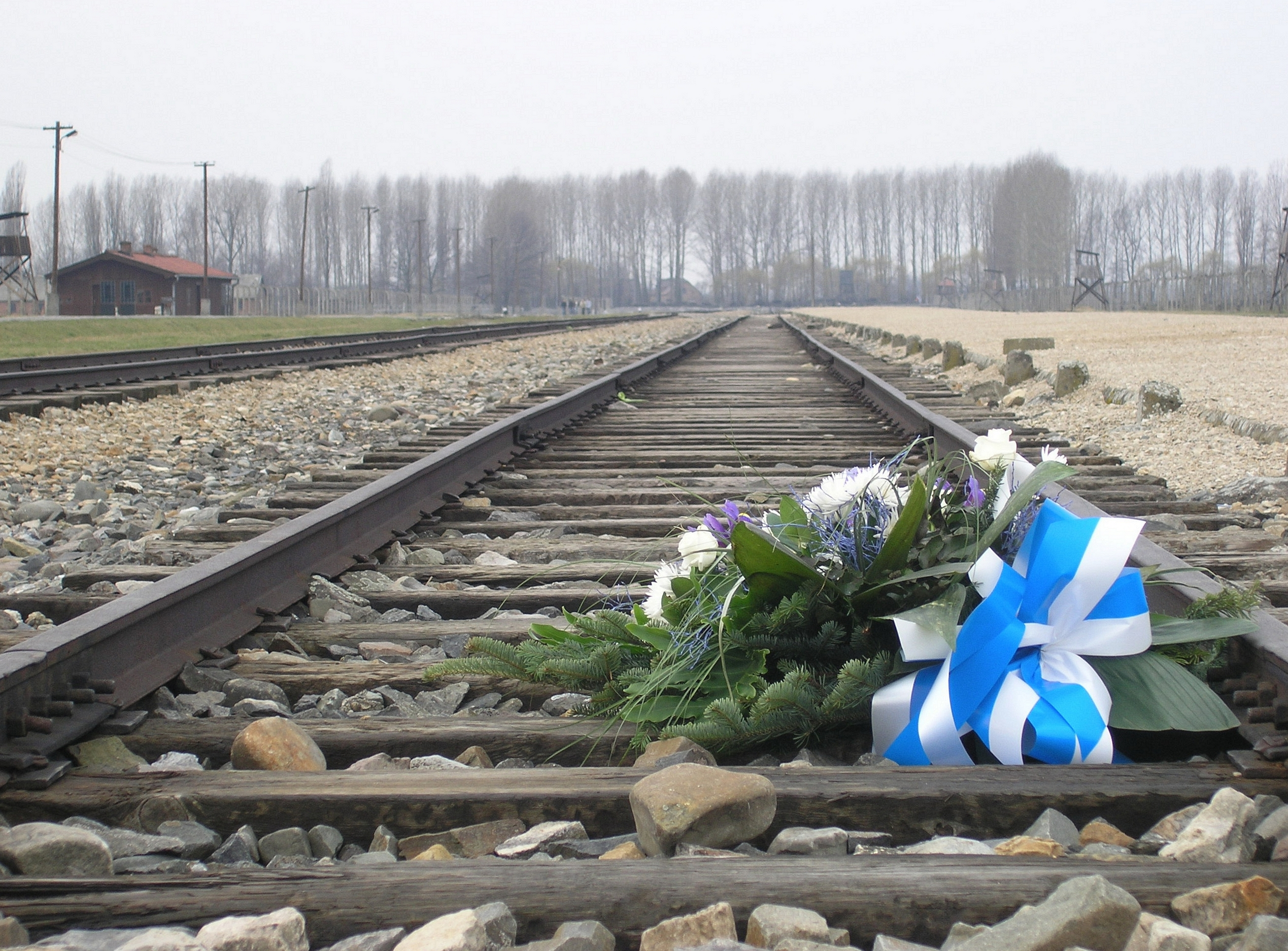